# 丸沼温泉
丸沼温泉（まるぬまおんせん）は、群馬県利根郡片品村(旧国上野国)にある温泉である。鎌田温泉、片品温泉、幡谷温泉、丸沼温泉の4つの温泉と共に片品温泉郷を構成している。

## 泉質
- 源泉：丸沼温泉（１号泉・２号泉）[7]。ナトリウム-硫酸塩・塩化物泉[8]。無色透明[9]。

## 温泉街
一軒宿。

## 概要
源泉は丸沼の北岸1kmに湧出口があり、流紋岩の切裂より噴出している。丸沼の底から温泉が噴出しているところもある。文豪の開高健は同ホテルを定宿にしており、幸田露伴や井伏鱒二なども温泉を愛し、幸田露伴はここを舞台に小説『対髑髏』を残している。宿では温泉を使いきれないため、一部を沼に放流している。
シャレ―丸沼やセンターステーション、白根山荘など丸沼高原にある温泉は「座禅温泉」となっている。
積雪のため営業期間は4月下旬から11月中旬ごろまでである。

## 歴史
開湯時期ははっきりとしていないが、18世紀末より利用されており、かつては沼入の湯と呼ばれていた。1791年(寛政3年)石工により発見された。あるいは『片品村史』によると、1792年(文化4年)、上小川村の平四郎が案内した珍郷というものが開発し、1798年(文化10年)、珍郷の息子栄次郎が道を開いたという。明治期からは千明森蔵の別荘になっていたが、1933年(昭和33年)、別荘を丸沼観光ホテルとして環湖荘湯沢館が開業し、2001年(平成13年)に環湖荘丸沼館を改築している。

## アクセス
公共交通機関
JR沼田駅若しくは上毛高原駅から関越に乗車し鎌田下車、沼田駅より57分、上毛高原駅より1時間24分。鎌田からバスを乗り継いで29分、丸沼温泉環湖荘下車。
自家用自動車
国道120号・金精道路沿い。関越自動車道・沼田インターチェンジから自動車で44km、85分。なお、毎年12月下旬から4月下旬にかけての間は冬期閉鎖により通行止めとなる。